# Nierada (Myszków)
Nierada – dzielnica Myszkowa, w południowo-wschodniej części miasta.
W latach 1867–1915 Nierada należała do gminy Poręba Mrzygłodzka, a od 1915 do gminy Mrzygłód. Początkowo przynależała do powiatu będzińskiego, a od 1927 do powiatu zawierciańskiego w woj. śląskim. W II RP przynależała do woj. kieleckiego, gdzie 31 października 1933 otrzymała status gromady w gminie Mrzygłód, składającej się ze wsi Nierada i osiedla Nierada-Wiesiółka.
Podczas II wojny światowej włączona do III Rzeszy.
Po wojnie w woj. śląskim i katowickim, gdzie stanowiła jedną z 5 gromad gminy Mrzygłód (obok Kręciwilka, Mrzygłódu, Mrzygłódki i Kosowskiej Niwy).
W związku z reformą znoszącą gminy jesienią 1954 roku, Nieradę włączono do gromady Mrzygłód w powiecie zawierciańskim. 1 stycznia 1957 gromadę włączono do powiatu myszkowskiego w tymże województwie.
Gromada Mrzygłód przetrwała do końca 1972 roku, czyli do kolejnej reformy gminnej. 1 stycznia 1973 Nierada weszła ponownie w skład reaktywowanej gminy Mrzygłód w powiecie myszkowskim w woj. katowickim. 1 czerwca 1975 gmina weszła w skład nowo utworzonego woj. częstochowskiego.
15 stycznia 1976 gminę Mrzygłód zniesiono, włączając ją do gminy Włodowice.
1 grudnia 1983 z gminy Włodowice wyłączono Nieradę (a także Kręciwilk, Mrzygłód i Mrzygłódkę), włączając je do Myszkowa.